# Cixius aspila
Cixius aspila är en insektsart som beskrevs av Walker 1858. Cixius aspila ingår i släktet Cixius och familjen kilstritar. Inga underarter finns listade i Catalogue of Life.